# 358. Infanterie-Division (Wehrmacht)
La 358. Infanterie-Division fu una divisione dell'esercito tedesco attiva durante la seconda guerra mondiale che venne creata nel marzo 1940 e sciolta nell'agosto dello stesso anno.

## Storia
La divisione fu costituita il 10 marzo 1940 a Cracovia ed era composta principalmente da truppe anziane ed utilizzata con compiti di occupazione e di sicurezza. Il 1 giugno 1940 la divisione fu trasferita in Germania e dal 6 giugno 1940 al 9 agosto 1940 fu schierata tra il Belgio e la Francia settentrionale. La divisione fu sciolta il 23 agosto 1940.

## Ordine di battaglia
- Infanterie-Regiment 644
- Infanterie-Regiment 645
- Infanterie-Regiment 646
- Kanonen-Batterie 358
- Aufklärungs-Schwadron 358
- Nachrichten-Kompanie 358
- Divisions-Nachschubführer 358[1]

## Comandanti
- Generalleutnant Rudolf Pilz (10 marzo 1940 - 23 agosto 1940)[1]